# Cavado de monção

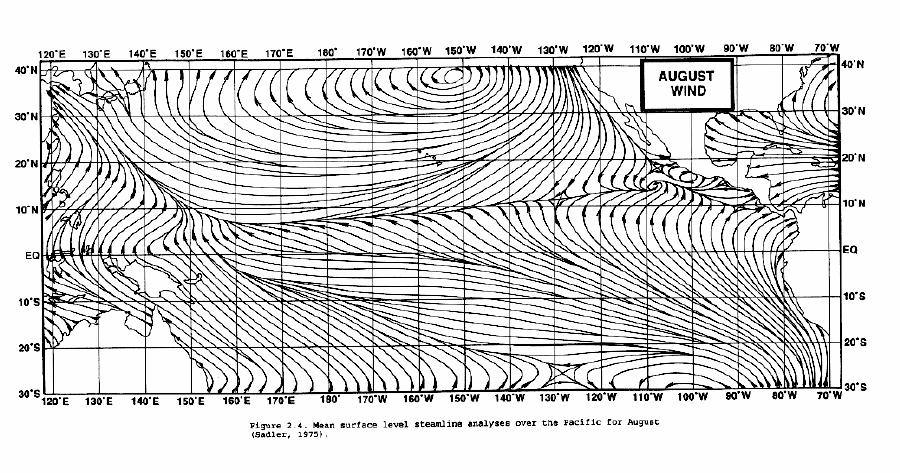
Posição de agosto da ITCZ e monção no Oceano Pacífico, representada pela área de linhas de corrente convergentes no norte do Pacífico

O cavado de monção é uma porção da Zona de Convergência Intertropical no Pacífico Ocidental, conforme representado por uma linha em um mapa meteorológico mostrando os locais de pressão mínima ao nível do mar, e, como tal, é uma zona de convergência entre os padrões de vento dos hemisférios sul e norte.
Os ventos de monção de oeste estão em sua porção equatorial, enquanto os vento alísios de leste existem em direção ao pólo da depressão. Bem ao longo de seu eixo, chuvas fortes podem ser encontradas, o que dá início ao pico da respectiva estação das chuvas de um local. À medida que passa em direção aos pólos de um local, desenvolvem-se condições quentes e secas. A depressão das monções desempenha um papel importante na criação de muitas das florestas tropicais do mundo.
O termo cavado das monções é mais comumente usado em regiões de monções do Pacífico Ocidental, como Ásia e Austrália. A migração do cavado ITCZ/monção para uma massa de terra anuncia o início da estação chuvosa anual durante os meses de verão. Depressões e ciclones tropicais geralmente se formam nas proximidades do cavado das monções, cada um capaz de produzir o valor de um ano de chuva em questão de dias.

## Movimento e força

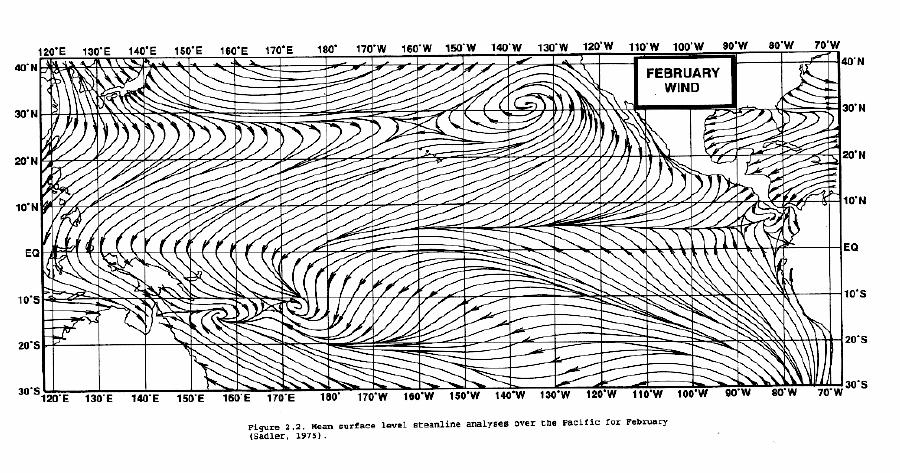
Posição de fevereiro da ITCZ e cava das monções no Oceano Pacífico, representada pela área de linhas de corrente convergentes na costa da Austrália e no Pacífico equatorial oriental

A depressão das monções no Pacífico ocidental atinge seu zênite em latitude durante o final do verão, quando a crista da superfície de inverno no hemisfério oposto é mais forte. Pode chegar até o paralelo 40 no leste da Ásia em agosto e o paralelo 20 na Austrália em fevereiro. Sua progressão em direção aos pólos é acelerada pelo início da monção de verão, que se caracteriza pelo desenvolvimento de pressão atmosférica mais baixa na parte mais quente dos vários continentes. No Hemisfério sul]], o cavado da monção associado à monção australiana atinge a sua latitude mais ao sul em fevereiro, orientado ao longo de um eixo oeste-noroeste/leste-sudeste.

### Efeito das ondas de vento
Aumentos na vorticidade relativa, ou rotação, com a monção são normalmente um produto do aumento da convergência do vento dentro da zona de convergência da monção. As ondas de vento podem levar a esse aumento na convergência. Um fortalecimento ou movimento em direção ao equador na cordilheira subtropical pode causar um fortalecimento de um cavado de monção à medida que uma onda de vento se move em direção ao local do cavado de monção. À medida que as frentes se movem pelos subtrópicos e trópicos de um hemisfério durante o inverno, normalmente como linhas de cisalhamento quando o gradiente de temperatura se torna mínimo, as ondas de vento podem cruzar o equador nas regiões oceânicas e aumentar a depressão das monções no verão do outro hemisfério. Uma maneira fundamental de detectar se uma onda de vento atingiu um vale de monção é a formação de uma explosão de tempestades dentro do cavado ou vale de monção.

### Depressões de monção

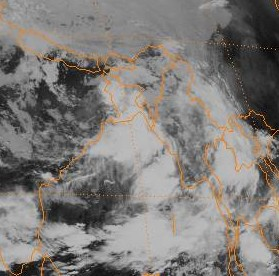
Depressão de monção perto de Bangladesh

Se uma circulação se forma dentro da monção, ela é capaz de competir com a baixa térmica vizinha sobre o continente, e uma onda de vento ocorrerá em sua periferia. Essa circulação, que é de natureza ampla dentro de uma depressão de monção, é conhecida como depressão de monção. No Hemisfério norte, as depressões das monções são geralmente assimétricas e tendem a ter seus ventos mais fortes na periferia leste. Ventos fracos e variáveis cobrem uma grande área perto de seu centro, enquanto bandas de aguaceiros e trovoadas se desenvolvem dentro de sua área de circulação.
A presença de uma corrente de jato de nível superior em direção aos polos e a oeste do sistema pode aumentar seu desenvolvimento, levando ao aumento do ar divergente acima da depressão das monções, o que leva a uma queda correspondente na pressão da superfície. Embora esses sistemas possam se desenvolver sobre a terra, as porções externas das depressões das monções são semelhantes aos ciclones tropicais. Na Índia, por exemplo, 6 a 7 depressões de monção se movem pelo país anualmente, e seus números na Baía de Bengala aumentam durante os eventos de julho e agosto do El Niño. As depressões das monções são produtoras de chuva eficientes e podem gerar um ano de chuva quando se movem por áreas mais secas, como o interior da Austrália.
Alguns ciclones tropicais reconhecidos pelos Centros Meteorológicos Regionais Especializados teriam características de uma depressão de monção ao longo da sua existência. O Joint Typhoon Warning Center (JTWC) adicionou a depressão de monção como uma categoria em 2015, e o ciclone Komen é o primeiro sistema reconhecido como uma depressão de monção totalmente pelo JTWC.

## Funções

### Na estação chuvosa

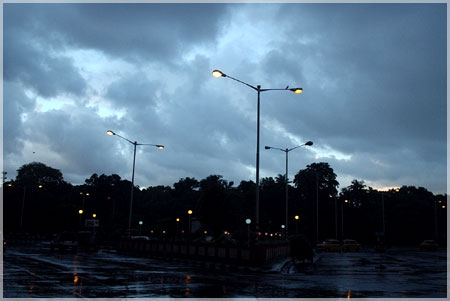
Vista do centro de Calcutá após uma chuva de monção.

Uma vez que o vale das monções é uma área de convergência no padrão do vento e uma área alongada de baixa pressão na superfície, o vale concentra umidade de baixo nível e é definido por uma ou mais faixas alongadas de tempestades ao visualizar imagens de satélite. Seu movimento abrupto para o norte entre maio e junho coincide com o início do regime de monções e das estações chuvosas no sul e leste da Ásia. Esta zona de convergência tem sido associada a eventos prolongados de chuva forte no rio Yangtzé, bem como no norte da China. Sua presença também tem sido associada ao pico da estação chuvosa em locais da Austrália. À medida que avança em direção aos pólos de um determinado local, condições claras, quentes e secas se desenvolvem à medida que os ventos se tornam de oeste. Muitas das florestas tropicais do mundo estão associadas a esses sistemas climatológicos de baixa pressão.

### Na ciclogênese tropical

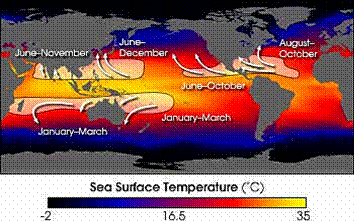
Meses de pico de atividade de ciclones tropicais em todo o mundo

Um vale de monção é uma região de gênese significativa para ciclones tropicais. Ambientes de baixo nível ricos em vorticidade, com significativa rotação de baixo nível, levam a uma chance acima da média de formação de ciclones tropicais devido à sua rotação inerente. Isso ocorre porque um distúrbio preexistente próximo à superfície com rotação e convergência suficientes é um dos seis requisitos para a ciclogênese tropical. Parece haver um ciclo de 15 a 25 dias na atividade de trovoadas associada ao vale das monções, que é aproximadamente metade do comprimento de onda da oscilação Madden-Julian, ou MJO. Isso reflete a gênese do ciclone tropical próximo a essas características, já que a gênese se agrupa em 2–3 semanas de atividade seguidas por 2-3 semanas de inatividade. Os ciclones tropicais podem se formar em surtos em torno dessas características em circunstâncias especiais, tendendo a seguir o próximo ciclone em direção ao pólo e oeste.
Sempre que a monção no lado leste da monção asiática de verão estiver em sua orientação normal (orientada de leste-sudeste a oeste-noroeste), os ciclones tropicais ao longo de sua periferia se moverão para o oeste. Se inverter sua orientação, orientando-se de sudoeste para nordeste, os ciclones tropicais se moverão mais em direção aos pólos. Faixas de ciclones tropicais com formas em S tendem a ser associadas a cavados de monções com orientação reversa. A zona de convergência do Pacífico Sul e zonas de convergência na América do Sul são geralmente orientadas inversamente. O fracasso do cavado das monções, ou ITCZ, em se mover para o sul do equador no leste do Oceano Pacífico e no Oceano Atlântico durante o verão do hemisfério sul, é considerado um dos fatores que fazem com que os ciclones tropicais não se formem normalmente nessas regiões. Também foi observado que quando o vale das monções fica perto de 20 graus de latitude norte no Pacífico, a frequência de ciclones tropicais é 2 a 3 vezes maior do que quando fica perto de 10 graus norte.